# Ямбес
Ямбес (англ. Yambes) — папуасский язык семьи Торричелли, распространённый в провинции Восточный Сепик в Папуа — Новой Гвинее (на нём говорят в четырёх деревнях округа Дреикикир — северо-западнее населённого пункта Вом, восточнее и юго-восточнее Комбио). Ареал языка ямбес соседствует с ареалами языков вом, урат и комбио. Самоназвание носителей языка — комбио. Различают восточный и западный диалекты.
Данных для определения генетических связей языка ямбес с другими языками семьи Торричелли недостаточно, в связи с чем австралийский исследователь папуасских языков М. Росс (Malcolm Ross) отнёс этот язык к числу неклассифицированных в составе семьи Торричелли. В чертах языка ямбес, включая прежде всего лексику, отмечается значительное сходство с чертами языков вом, урат и комбио, отчасти эти языки могут считаться взаимопонимаемыми.
Число говорящих на языке ямбес по данным на 2003 год составило 1 080 человек. Носителями языка являются главным образом представители старшего поколения этнической общности ямбес, детям язык не передаётся. Монолингвов практически нет. Почти все ямбес говорят на языке ток-писин.